# Dălboki
Dălboki (bulgariska: Дълбоки) är ett distrikt i Bulgarien.   Det ligger i kommunen Obsjtina Stara Zagora och regionen Stara Zagora, i den centrala delen av landet, 200 km öster om huvudstaden Sofia.